# SN 2004bu
SN 2004bu – supernowa typu Ic odkryta 18 maja 2004 roku w galaktyce UGC 10089. W momencie odkrycia miała maksymalną jasność 17,10m.